# Oco (hijo de Darío III)
Oco (Ochus) era el hijo menor del emperador persa Darío III y la reina consorte Estatira. Fue el único varón de la familia de Darío III y por ende heredero del trono aqueménida.
Después de la batalla de Issus, en noviembre de 333 a. C., las fuerzas macedónicas de Alejandro Magno capturaron a la familia real persa aqueménida incluyendo a Oco luego de la retirada del campo de batalla de Darío. Este último intentó negociar para tener de nuevo a su familia pero falló, provocando la última interacción entre el heredero y el emperador. 
Según el Fragmentum Sabbaiticum, el príncipe tenía solo 6 años cuando fue capturado, la vida de Oco fue respetada mientras Alejandro vivió, pero cuando este último murió, los macedonios vieron a Oco como amenaza debido a que podía restaurar el Imperio Persa luego de la división del Imperio Macedonio por los generales de Alejandro, acabando así con su vida.